# Stor-Vägsjön
Stor-Vägsjön är en sjö i Härnösands kommun i Ångermanland och ingår i Gådeån-Indalsälvens kustområde. Sjön har en area på 0,13 kvadratkilometer och ligger 68,7 meter över havet.

## Delavrinningsområde
Stor-Vägsjön ingår i det delavrinningsområde (693815-160251) som SMHI kallar för Utloppet av Kyrksjön. Medelhöjden är 91 meter över havet och ytan är 6,3 kvadratkilometer. Det finns inga avrinningsområden uppströms utan avrinningsområdet är högsta punkten. Vattendraget som avvattnar avrinningsområdet har biflödesordning 2, vilket innebär att vattnet flödar genom totalt 2 vattendrag innan det når havet efter 3,8 kilometer. Avrinningsområdet består mestadels av skog (67 procent) och jordbruk (12 procent). Avrinningsområdet har 0,63 kvadratkilometer vattenytor vilket ger det en sjöprocent på 10,1 procent.